# Weekend (filme)
Weekend é um filme de drama britânico de 2011 dirigido e escrito por Andrew Haigh. Estrelado por Tom Cullen e Chris New, estreou no South by Southwest em 11 de março de 2011.

## Premissa
O filme apresenta um encontro que dura um final de semana entre dois homens. É descrito como um filme sobre os percalços de encontrar e permanecer com um amor.

## Elenco
- Tom Cullen - Russell
- Chris New - Glen
- Jonathan Race - Jamie
- Laura Freeman - Jill
- Loretto Murray - Cathy
- Johnathan Wright - Johnny
- Sarah Churm - Helen
- Vaxuhall Jermaine - Damien
- Joe Doherty - Justin
- Kieran Hardcastle - Sam

## Produção
Diversas filmagens ocorreram em Nottingham, Inglaterra, em 2010. As fotos de promoção e de marketing para o filme foram realizadas por Colin Quinn e Oisín Share, dupla que realizou uma pequena participação na obra.

## Premiações e reconhecimento
Alguns prêmios que o filme recebeu incluem:
- South by Southwest: Prêmio da Audiência por Visões Emergentes
- Festival de Cinema de Nashville: Prêmio do Júri por Melhor Filme e Prêmio de Melhor Ator para Tom Cullen;
- British Independent Film Awards: Melhor Produção e Ator Revelação para Tom Cullen.

A obra também abriu a 16.ª edição do Queer Lisboa.